# Stenaspidius allsoppi
Stenaspidius allsoppi là một loài bọ cánh cứng trong họ Geotrupidae. Loài này được Howden miêu tả khoa học năm 1975.